# 이세희 (연출가)
이세희(1971년 ~ )는 KBS 예능본부의 프로듀서이다.

## 경력
- KBS 예능본부 프로듀서

## 연출한 프로그램
- 1박 2일